# Франклін (округ Кембрія, Пенсільванія)
Франклін (англ. Franklin) — місто (англ. borough) в США, в окрузі Кембрія штату Пенсільванія. Населення — 278 осіб (2020).

## Географія
Франклін розташований за координатами 40°20′30″ пн. ш. 78°53′3″ зх. д. / 40.34167° пн. ш. 78.88417° зх. д. (40.341682, -78.884250).  За даними Бюро перепису населення США в 2010 році місто мало площу 1,47 км², з яких 1,43 км² — суходіл та 0,04 км² — водойми.

## Демографія
Згідно з переписом 2010 року, у селищі мешкали 323 особи в 158 домогосподарствах у складі 89 родин. Густота населення становила 220 осіб/км².  Було 192 помешкання (131/км²).
Расовий склад населення:
| - 93,2 % — білих - 4,6 % — чорних або афроамериканців |

До двох чи більше рас належало 2,2 %. Частка іспаномовних становила 0,6 % від усіх жителів.
За віковим діапазоном населення розподілялося таким чином: 16,1 % — особи молодші 18 років, 58,2 % — особи у віці 18—64 років, 25,7 % — особи у віці 65 років та старші. Медіана віку мешканця становила 47,1 року. На 100 осіб жіночої статі у селищі припадало 91,1 чоловіків;  на 100 жінок у віці від 18 років та старших — 86,9 чоловіків також старших 18 років.
Середній дохід на одне домашнє господарство  становив 42 256 доларів США (медіана — 33 409), а середній дохід на одну сім'ю — 53 240 доларів (медіана — 40 000). За межею бідності перебувало 10,5 % осіб, у тому числі 2,0 % дітей у віці до 18 років та 7,4 % осіб у віці 65 років та старших.
Цивільне працевлаштоване населення становило 113 осіб. Основні галузі зайнятості: освіта, охорона здоров'я та соціальна допомога — 23,9 %, виробництво — 20,4 %, роздрібна торгівля — 10,6 %, науковці, спеціалісти, менеджери — 10,6 %.